# Список глав государств в 1758 году
| 1757 ← Список глав государств по годам → 1759 |

## Азия
- Азербайджан — 
  -  Ардебильское ханство — Бедир, хан (1747 год—1763 год)
  -  Бакинское ханство — Мирза Мухаммад I, хан (1747 год—1768 год)
  -  Гянджинское ханство — Шахверди, хан (1747 год—1760 год)
  -  Джавадское ханство — Тала Хасан, хан (1750 год—1789 год)
  -  Карабахское ханство — Панах Али, хан (1747 год—1763 год)
  -  Карадагское ханство — Казим, хан (1747 год—1763 год)
  -  Кубинское ханство — 
    - Гусейн Али, хан (1726 год—1758 год)
    - Фатали, хан (1758 год—1789 год)

  -  Нахичеванское ханство — Гейдар Кули-хан I, хан (1747 год—1763 год/1764 год)
  -  Талышское ханство — Сеид Джамаледдин, хан (1747 год—1786 год)
  -  Шекинское ханство — Ага-Киши, хан (1755 год—1759 год)
  -  Ширванское ханство — Хаджи Мухаммад Али, хан (1747 год—1763 год/1765 год)
- Бруней — Омар Али Сайфуддин I, султан (1740 год—1778 год)
- Бутан — Шераб Вангчук, друк дези (1744 год—1763 год)
- Великих Моголов империя — Аламгир II, падишах (1754 год—1759 год)
- Грузинское царство — 
  -  Гурийское княжество — 
    - Георгий V Гуриели, князь (1756 год—1758 год, 1765 год—1771 год, 1776 год—1788 год)
    - Мамия IV Гуриели, князь (1726 год—1756 год, 1758 год—1765 год, 1771 год—1776 год)

  -  Имеретинское царство — Соломон I Великий, царь (1752 год—1766 год, 1768 год—1784 год)
  -  Картлийское царство — Теймураз II, царь (1744 год—1762 год)
  -  Кахетинское царство — Ираклий II, царь (1744 год—1762 год)
  -  Мегрельское княжество — Кация II Дадиани, князь (1757 год—1788 год)
- Дайвьет — Ле Хьен-тонг, император (1740 год—1786 год)
- Дербентское ханство — Мухаммад Хасан, хан (1747 год—1765 год)
- Дирийский эмират — Мухаммад ибн Сауд, эмир (1744 год—1765 год)
- Дурранийская империя — Ахмад-шах Дуррани, шах (1747 год—1772 год)
- Индия —
  - Амбер (Джайпур) — Мадхо Сингх I, Махараджа савай (1750 год—1768 год)
  - Араккал[англ.] — Кунхи Амса II, али раджа[англ.] (1745 год—1777 год)
  - Ахом — Суремфаа, махараджа[англ.] (1751 год—1769 год)
  - Бансвара — Притхви Сингх, раджа (1747 год—1786 год)
  - Барвани — Ануп Сингх, рана (1730 год—1760 год)
  - Барода — Дамаджи Гаеквад, махараджа (1732 год—1768 год)
  - Башахра[англ.] — Рам Сингх, рана[кат.] (1725 год—1761 год)
  - Бенарес — Балвант Сингх, раджа (1740 год—1770 год)
  - Биканер — Гадж Сингх, махараджа[англ.] (1746 год—1787 год)
  - Биласпур (Калур) — Деви Чанд, раджа (1738 год—1778 год)
  - Бунди — Умаид Сингх, раджа (1749 год—1770 год, 1773 год—1804 год)
  - Бхавнагар — Бхавсинхжи I Ратанджи, такур сахиб (1703 год—1764 год)
  - Бхаратпур — Сурадж Мал, махараджа (1755 год—1763 год)
  - Бхопал — Фаиз Мохаммад Хан, наваб (1742 год—1777 год)
  - Ванканер — Бхароджи Кесарисинхжи, махарана радж сахиб (1749 год—1784 год)
  - Гвалиор — Джаяппа Шинде, махараджа (1745 год—1759 год)
  - Гондал — Кумбходжи II Халоджи, тхакур сахиб (1753 год—1790 год)
  - Гулер[англ.] — Говардхан Сингх, раджа[англ.] (1741 год—1773 год)
  - Даспалла[англ.] — Трилочан Део Бханж, раджа[англ.] (1753 год—1775 год)
  - Датия — Индражит Сингх, раджа (1733 год—1762 год)
  - Девас младшее[англ.] — Дживаджи Рао, раджа[англ.] (1728 год—1774 год)
  - Девас старшее[англ.] — Кришнаджи Рао I, раджа[англ.] (1754 год—1789 год)
  - Джайнтия[англ.] — Бар Госен, раджа[англ.] (1731 год—1770 год)
  - Джанжира — Ибрагим Хан I, вазир (1745 год—1757 год, 1757 год—1761 год)
  - Джайсалмер — Акхи Сингх, махараджа (1722 год—1762 год)
  - Джалавад (Дрангадхра) — Гайсинхжи II Раисинхжи, сахиб (1744 год—1782 год)
  - Дженкантал[англ.] — Трилочан Сингх, раджа[кат.] (1743 год—1785 год)
  - Джхабуа — 
    - Шео Сингх, раджа (1727 год—1758 год)
    - Бахадур Сингх, раджа (1758 год—1770 год)

  - Джунагадх — 
    - Мухаммад Шер Хан Баби, наваб (1730 год—1758 год)
    - Мухаммад Махабат Ханжи I, наваб (1758 год—1774 год)

  - Дхар — Джасвант I Павар, рана (1749 год—1761 год)
  - Дхолпур — Чхатар Сингх, рана (1757 год—1784 год)
  - Дунгарпур — Шив Сингх, махараджа (1730 год—1785 год)
  - Идар — Шив Сингх, раджа (1753 год—1791 год)
  - Индаур — Малхар I, махараджа (1734 год—1766 год)
  - Камбей — Найм ад-Доула Джафар Мумин II, наваб (1743 год—1784 год)
  - Караули — Тарсам Пал, махараджа (1757 год—1772 год)
  - Кач — Лакхпатжи, раджа (1752 год—1760 год)
  - Келади[англ.] — Вираммажи, раджа[англ.] (1757 год—1763 год)
  - Кишангарх — Сардар Сингх, махараджа (1757 год—1766 год)
  - Кодагу (Коорг)[англ.] — Чикка Вираппа, раджа[англ.] (1736 год—1766 год)
  - Колхапур — Самбхаджи I, раджа (1714 год—1760 год)
  - Кота — Чхатар Сал Сингх I, махараджа (1757 год—1764 год)
  - Кочин — Рама Варма VII, махараджа (1749 год—1760 год)
  - Куч-Бихар — Упендра Нарайян, раджа (1714 год—1763 год)
  - Ладакх — Цеванг Намгьял II, раджа[англ.] (1753 год—1782 год)
  - Лунавада[англ.] — Дип Сингх, рана[англ.] (1757 год—1782 год)
  - Майсур — Кришнараджа Водеяр II, махараджа (1734 год—1766 год)
  - Малеркотла — Джамаль Хан, наваб (1717 год—1762 год)
  - Манди — Шамшер Сен, раджа (1727 год—1781 год)
  - Манипур — Горисиам, раджа[англ.] (1756 год—1763 год)
  - Маратхская империя — Раджарам II, чхатрапати (император) (1749 год—1777 год)
  - Марвар (Джодхпур) — Рам Сингх, махараджа (1749 год—1751 год, 1753 год—1772 год)
  - Мевар (Удайпур) — Радж Сингх II, махарана (1754 год—1761 год)
  - Морви — Раваджи I Алияджи, сахиб (1739 год—1764 год)
  - Мудхол — Малоджирао III, раджа (1737 год—1805 год)
  - Наванагар — Лакхажи III Тамачи, джам (1743 год—1767 год)
  - Нагпур — Джаноджи, раджа (1755 год—1772 год)
  - Нарсингхгарх — Хуман Сингжи, раджа (1751 год—1766 год)
  - Орчха — Санвант Сингх, раджа (1752 год—1765 год)
  - Паланпур — Бахадур Хан, диван (1743 год—1768 год)
  - Панна — 
    - Аман Сингх, раджа (1752 год—1758 год)
    - Хиндупат Сингх, раджа (1758 год—1777 год)

  - Порбандар — Сартанжи II Викматжи, рана (1757 год—1813 год)
  - Пратабгарх — Салим Сингх, махарават (1756 год—1774 год)
  - Пудуккоттай — Виджайя Рагхунатха Райя Тондемен I, раджа (1730 год—1769 год)
  - Раджгарх — Джагат Сингх, рават (1747 год—1775 год)
  - Раджпипла — Пратапсинхжи, махарана (1754 год—1764 год)
  - Радханпур — Джаван Мард Хан II, наваб (1753 год—1765 год)
  - Ратлам — Притхви Сингх, махараджа (1743 год—1773 год)
  - Рева — Ажит Сингх, раджа (1755 год—1809 год)
  - Рохилкханд — Саадулла Хан, наваб (1754 год—1764 год)
  - Савантвади — Кхем Савант Бхонсле III, раджа (1755 год—1803 год)
  - Саилана — Джасвант Сингх, раджа (1757 год—1772 год)
  - Самбалпур[англ.] — Абхай Сингх, раджа[англ.] (1732 год—1778 год)
  - Сирмур — Кират Пракаш, махараджа (1754 год—1770 год)
  - Сирохи — Притхви Сингх, раджа (1749 год—1773 год)
  - Ситамау — Фатех Сингх, раджа (1752 год—1802 год)
  - Сонепур — Дивья Сингх Део, раджа (1725 год—1766 год)
  - Сукет — Бхикам Сен, раджа (1748 год—1762 год)
  - Танджавур — Пратап Сингх, раджа (1739 год—1763 год)
  - Траванкор — 
    - Мартханда Варма, махараджа (1729 год—1758 год)
    - Картхика Тхирунал Рама Варма I (Дхарма Раджа), махараджа (1758 год—1798 год)

  - Трипура — Лакшман Маникья, раджа[англ.] (1748 год—1760 год)
  - Хайдарабад — Салабат Джанг, низам (1751 год—1762 год)
  - Хиндол[англ.] — Дамодар Сингх Нарендра, раджа[англ.] (1733 год—1770 год)
  - Чамба — Умед Сингх, раджа (1748 год—1764 год)
  - Читрадурга[англ.] — Мадакари Найяка V, найяк[англ.] (1754 год—1779 год)
  - Шахпура — Умаид Сингх I, раджа (1729 год—1769 год)
- Индонезия —
  - Аче — Аладдин Джохан Шах, султан (1735 год—1760 год)
  - Бантам — Ариф Зейнул Асикин аль-Кадири, султан[англ.] (1753 год—1773 год)
  - Бачан — Мухаммад Сахаддин, султан[англ.] (1741 год—1780 год)
  - Дели — Пасутан, туанку (1728 год—1761 год)
  - Джокьякарта — Хаменгкубувоно I, султан (1755 год—1792 год)
  - Мангкунегаран — Мангкунегара I, султан (1757 год—1796 год)
  - Сиак — Абдул Джалил Рахмад Шах II, султан (1746 год—1765 год)
  - Сулу — Бантилан Муиззуд-Дин, султан[англ.] (1748 год—1763 год)
  - Суракарта — Пакубовоно III, сусухунан (1749 год—1788 год)
  - Тернате — Сиах Мардан, султан (1755 год—1763 год)
  - Тидоре — Мухаммад Масуд Джамалуддин, султан[англ.] (1757 год—1779 год)
- Иран  — 
  - Шахрох, шахиншах (в Хорасане) (1748 год—1749 год, 1750 год—1796 год)
  - Керим-хан, вакиль од-Дауля (1751 год—1779 год)
- Йемен — 
  - Аудхали — Хасан бин Хади, |султан (ок. 1750 год — ок. 1780 год)
  - Вахиди — Хасан бин Хади, султан (1706 год—1766 год)
  - Верхняя Яфа — Салих I бин Ахмад ибн Хархара, султан (ок. 1750 год — ок. 1780 год)
  - Катири — Амр ибн Бадр аль-Катир, султан (1725 год—1760 год)
  - Лахедж — Абд аль-Хади ибн Абд аль-Карим, султан (1753 год—1777 год)
  - Махра — Афрар аль-Махри, султан (ок. 1750 год — ок. 1780 год)
  - Нижняя Яфа — Маауда ибн Сайф, султан (ок. 1740 год — ок.1760 год)
  - Фадли — Абдаллах I бин Ахмад, султан (ок. 1730 год — ок. 1760 год)
- Казахское ханство — 
  - Младший жуз — Нуралы, хан (1748 год—1786 год)
  - Средний жуз — Абилмамбет, хан (1734 год—1771 год)
- Казикумухское ханство — Мухаммад, хан (1743 год—1789 год)
- Камбоджа — Утай II, король[англ.] (1758 год—1775 год)
- Канди — Кирти Шри Раджасинха, царь[англ.] (1747 год—1782 год)
- Китай (Империя Цин)  — Цяньлун (Хунли), император[англ.] (1735 год—1796 год)
- Лаос  — 
  - Вьентьян  — Онг Лонг, король (1730 год—1767 год)
  - Луангпхабанг  — Сотика-Коумане, король (1749 год—1768 год)
  - Пхуан  — Онг Ло, король (1751 год—1779 год)
  - Тямпасак  — Саякумане, король (1737 год—1791 год)
- Малайзия — 
  - Джохор — Сулейман Бадрул Алам Шах, Султан[англ.] (1722 год—1760 год)
  - Кедах — Мухаммад Жива Зайнал Адилин II, султан[англ.] (1710 год—1778 год)
  - Келантан — 
    - Лонг Пандак, раджа[англ.] (1756 год—1758 год)
    - Лонг Мухаммад, раджа[англ.] (1758 год—1763 год)

  - Паттани — Лонг Нух, раджа (1749 год—1771 год)
  - Перак — Искандар Зулькарнаин, султан (1752 год—1765 год)
  - Селангор — Салехуддин, султан (1742 год—1778 год)
  - Тренгану — Мансур Шах I, султан (1733 год—1793 год)
- Мальдивы — Амина II, султана (1757 год—1759 год)
- Мьянма — 
  - Ванмо[англ.] — Тунг Нгаи II, саофа[англ.] (1742 год—1770 год)
  - Йонгве[англ.] — 
    - Хке Хса Ва, Саофа[англ.] (1746 год—1758 год)
    - Но Монг I, Саофа[англ.] (1758 год)
    - Йот Хкам, Саофа[англ.] (1758 год—1761 год)

  - Кенгтунг[англ.] — Монг Хсам, саофа[англ.] (1742 год—1787 год)
  - Конбаун — Алаунпхая, царь  (1752 год—1760 год)
  - Локсок (Ятсок)[англ.] — Тха Пун Минонг, саофа[англ.] (1753 год—1760 год)
  - Могаун[англ.] — Хо Кам, саофа[англ.]  (1748 год—1765 год)
  - Сенви[англ.] — междуцарствие (1751 год—1761 год)
  - Аракан (Мьяу-У) — Нара Апайя, царь[англ.] (1743 год—1761 год)
- Непал —
  - Бхактапур — Ранажит Малла, раджа[англ.] (1722 год—1769 год)
  - Горкха — Притхви Нараян, махараджадхираджа (1743 год—1768 год)
  - Катманду (Кантипур) — Джайя Пракаш Малла, раджа[англ.] (1736 год—1746 год, 1750 год—1768 год)
  - Лалитпур — 
    - Райя Пракаш Малла, раджа[англ.] (1745 год—1758 год)
    - Вишважит Малла, раджа[англ.] (1758 год—1760 год)
- Оман — Ахмед ибн Саид, имам (1744 год—1783 год)
- Османская империя — Мустафа III, султан (1757 год—1774 год)
- Пакистан — 
  - Бахавалпур — Мухаммад Мубарак Хан II, наваб (1750 год—1772 год)
  - Калат — Хусейн Насир I, хан (1749 год—1794 год)
  - Лас Бела — Али I, хан (1742 год—1765 год)
  - Синд (династия Калхара) — Миан Гулам Шах, худа хан[англ.] (1757 год—1772 год)
  - Харан — Шахдад II, мир (1747 год—1759 год)
  - Хунза[англ.] — Шах Кисро Хан, мир[англ.] (ок. 1750 год—1790 год)
  - Читрал — Шах Наваз, мехтар (1757 год—1761 год)
- Рюкю — Сё Боку, ван (1752 год—1794 год)
- Сикким — Пунцог Намгьял I, чогьял (1733 год—1780 год)
- Таиланд — 
  - Аютия — 
    - Боромакот (Бороммарачатират III), король (1733 год—1758 год)
    - Экатхат, король (1758 год—1767 год)

  - Ланнатай — Онг Кхам, король[англ.] (1727 год—1759 год)
- Тибет — междуцарствие (1757 год—1762 год)
- Узбекистан — 
  - Бухарское ханство — 
    - Мухаммад Рахим, хан (1756 год—1758 год)
    - Фазил-бий, хан (1758 год)
    - Абулгази, хан (1754 год—1756 год, 1758 год—1785 год)

  - Кокандское ханство — Ирдана, хан (1751 год—1752 год, 1753 год—1762 год)
  - Хивинское ханство (Хорезм) — Тимур Гази, хан (1757 год—1763 год)
- Филиппины — 
  - Магинданао — Пахар ад-Дин, султан (1755 год—1780 год)
- Чосон  — Ёнджо, ван (1724 год—1776 год)
- Япония — 
  - Момодзоно (Тохито), император (1747 год—1762 год)
  - Токугава Иэсигэ, сёгун (1745 год—1760 год)

## Америка
- Бразилия — Маркош Жозе де Норонья э Брито, вице-король[порт.] (1755 год—1760 год)
- Новая Гранада — Хосе Солис Фолч де Кардона, вице-король (1753 год—1761 год)
- Новая Испания — Агустин де Аумада-и-Вильялон, вице-король (1755 год—1760 год)
- Перу — Хосе Антонио Мансо де Веласко, вице-король (1745 год—1761 год)

## Африка
- Аусса — Кадхафо Махаммад ибн Кадхафо, султан (1749 год—1779 год)
- Ашанти — Отумфуо Нана Куси Обоадум, ашантихене (1750 год—1764 год)
- Багирми — Хаджи Мохаммед аль-Амин, султан (1751 год—1785 год)
- Бамбара (империя Сегу) — Тон-Манса Дембеле, битон (1757 год—1760 год)
- Бамум — Мбуомбуо, мфон (султан)[англ.] (1757 год—1814 год)
- Бени-Аббас[англ.] — эль-Хадж бен Бузид Мокрани, султан[фр.] (1735 год—1783 год)
- Бенинское царство — Акенгбуда, оба[англ.] (1750 год—1804 год)
- Борну — Али IV, маи[нем.] (1747 год—1792 год)
- Буганда — Кьябаггу, кабака (ок. 1750 год — ок. 1780 год)
- Буньоро — Духага, омукама (1731— ок.1782 год)
- Бурунди — Мутага III Сеньямвиза, мвами (король) (1739 год—1767 год)
- Бусса[англ.] — Кигера I дан Кисеру Броди, киб (1750 год—1766 год)
- Ваало[англ.] — Нжак Ксюри Йоп, король (1736 год—1780 год)
- Варсангали[англ.] — Али, султан[кат.] (1750 год—1789 год)
- Вогодого — Саага I, нааба (ок. 1740 год — 1783 год)
- Гаро (Боша) — Малко, тато[англ.] (ок. 1740 год — ок. 1760 год)
- Гвирико[англ.] — Маган Вуле Уаттара, царь[англ.] (1749 год—1809 год)
- Дагомея — Тегбесу, ахосу (1740 год—1774 год)
- Дамагарам — Танимун Бабами, султан (1757 год—1775 год)
- Дарфур — Мухаммад II Тайраб ибн Ахмад Бакр, султан (1756 год—1785 год)
- Денкира[англ.] — Амоако Атта Кума, денкирахене[англ.] (1725 год—1770 год)
- Джолоф — Бакаа-Там Бури-Ньябу, буур-ба[англ.] (1755 год—1763 год)
- Имерина — Андриамбеломасина, король[англ.] (1730 год—1770 год)
- Кайор — 
  - Бирима Коду, дамель (1757 год—1758 год)
  - Иса Биге, дамель (1748 год—1749 год, 1758 год—1759 год, 1760 год—1763 год)
- Кано[англ.] — Яджи II, султан[англ.] (1753 год—1768 год)
- Каффа — Галли Гаотшо, царь (1742 год—1775 год)
- Койя — Наимбанна II, обаи (1720 год—1793 год)
- Конг — Мори Уаттара, фама (1756 год—1762 год)
- Конго — 
  - Николау I, маниконго[англ.] (1752 год—ок.1758 год)
  - Афонсо IV, маниконго[англ.] (ок.1758 год—1760 год)
- Лунда — Муказ Варананконг, муата ямво (ок. 1750 год— ок. 1767 год)
- Мандара — Т’Ксе Блди, султан (1757 год—1773 год)
- Марокко — Мохаммед III бен Абдалла, султан (1757 год—1790 год)
- Массина — Гидадо, ардо (1706 год—1761 год)
- Матамба и Ндонго[англ.] — 
  - Вероника II, королева[англ.] (1756 год—1758 год)
  - Ана III, королева[англ.] (1758 год—1767 год)
- Мутапа — Дехве Мапунзагуту, мвенемутапа[англ.] (1740 год—1759 год)
- Нри[англ.] — Эвенетем, эзе[англ.] (1724 год—1794 год)
- Руанда — Юхи IV Гахиндиро, мвами (1746 год—1802 год)
- Салум — Мбанье Диоп, маад (1753 год—1760 год)
- Свазиленд (Эватини) — Нгване III, нгвеньяма (король) (1745 год—1780 год)
- Сеннар — Бади IV (Абу Шеллук), мек (1724 год—1762 год)
- Твифо-Хеман (Акваму)[англ.] — Дарко Яв Паньин, аквамухене (1747 год—1781 год)
- Трарза — Мохтар ульд Амар, эмир (1757 год—1759 год)
- Тунис — Мухаммад I ар-Рашид, бей (1756 год—1759 год)
- Харар[англ.] — Ахмад ибн Абубакар, эмир[англ.] (1755 год—1782 год)
- Эфиопия — Йоас I (Адьям Сагад), император (1755 год—1769 год)

## Европа
- Андорра —
  - Людовик XV, король Франции, князь-соправитель (1715 год—1774 год)
  - Франсеск Хозеп Каталан де Окон, епископ Урхельский, князь-соправитель (1757 год—1762 год)
- Валахия — 
  - Константин III Маврокордат, господарь (1730 год, 1731 год—1733 год, 1735 год—1741 год, 1744 год—1748 год, 1756 год—1758 год, 1761 год—1763 год)
  - Скарлат I Гика, господарь (1758 год—1761 год, 1765 год—1766 год)
- Великобритания и Ирландия — 
  - Георг II, король (1727 год—1760 год)
  - Томас Пелэм-Холлс, премьер-министр (1754 год—1756 год, 1757 год—1762 год)
- Венгрия — Мария Терезия, королева (1740 год—1780 год)
- Дания — Фредерик V, король (1746 год—1766 год)
- Испания — Фердинанд VI, король (1746 год—1759 год)
- Италия —
  - Венецианская республика — Франческо Лоредан, дож (1752 год—1762 год)
  - Генуэзская республика — 
    - Джованни Джакомо Гримальди, дож (1756 год—1758 год)
    - Маттео Францони, дож (1758 год—1760 год)

  - Масса и Каррара — Мария Тереза, княгиня (1731 год—1790 год)
  - Модена и Реджо — Франческо III д’Эсте, герцог (1737 год—1780 год)
  - Неаполитанское королевство — Карл VII Бурбон, король (1734 год—1759 год)
  - Пармское герцогство — Филипп I Бурбон, герцог (1748 год—1765 год)
  - Пьомбино — Гаэтано Бонкомпаньи-Людовизи, князь (1745 год—1777 год)
  - Сардинское королевство — Карл Эммануил III, король (1730 год—1773 год)
  - Сицилия — Карл V Бурбон, король (1734 год—1759 год)
  - Тосканское герцогство — Франческо II (Франц I Стефан Лотарингский), великий герцог (1737 год—1765 год)
- Калмыцкое ханство — Дондук-Даши, хан (1741 год—1761 год)
- Крымское ханство — 
  - Халим Герай, хан (1756 год—1758 год)
  - Кырым Герай, хан (1758 год—1764 год, 1768 год—1769 год)
- Молдавское княжество — 
  - Скарлат Гика, господарь (1757 год—1758 год)
  - Иоанн Теодор Каллимаки, господарь (1758 год—1761 год)
- Монако — Оноре III, князь (1733 год—1793 год)
- Нидерланды (Республика Соединённых провинций) —
  - Вильгельм V Оранский, штатгальтер (1751 год—1795 год)
  - Питер Стейн[англ.], великий пенсионарий[англ.] (1749 год—1772 год)
- Норвегия — Фредерик V, король (1746 год—1766 год)
- Папская область — 
  - Бенедикт XIV, папа (1740 год—1758 год)
  - Климент XIII, папа (1758 год—1769 год)
- Португалия — Жозе I Реформатор, король (1750 год—1777 год)
- Пруссия — Фридрих II Великий, король, курфюрст Бранденбургский (1740 год—1786 год)
  - Олесницкое княжество (герцогство Эльс) — Карл Кристиан Эрдман, князь (1744 год—1792 год)
- Речь Посполитая — Август III, король Польши и великий князь Литовский (1734 год—1763 год)
  -  Курляндия и Семигалия — 
    - Совет герцогства (1740 год—1758 год)
    - Карл Саксонский, герцог (1758 год/1759 год—1763 год)
- Российская империя — Елизавета, императрица (1741 год—1762 год)
- Священная Римская империя — Франц I Стефан, император (1745 год—1765 год)
  - Австрия — Мария Терезия, эрцгерцогиня (1740 год—1780 год)
  - Ангальт —
    - Ангальт-Бернбург — Виктор II Фридрих, князь (1721 год—1765 год)
    - Ангальт-Бернбург-Шаумбург-Хойм — Виктор I Амадей Адольф, князь[англ.] (1727 год—1772 год)
    - Ангальт-Дессау — Леопольд III, князь (1751 год—1817 год)
    - Ангальт-Кётен — Карл Георг Лебрехт, князь (1755 год—1789 год)
    - Ангальт-Цербст — Фридрих Август, князькнязь (1747 год—1793 год)

  - Ансбах — Карл Александр, маркграф (1757 год—1791 год)
  - Бавария — Максимилиан III, курфюрст (1745 год—1777 год)
  - Баден —
    - Баден-Баден — Людвиг Георг, маркграф (1707 год—1761 год)
    - Баден-Дурлах — Карл Фридрих Баденский, маркграф (1738 год—1771 год)

  - Байрет (Кульмбах) — Фридрих III, маркграф (1735 год—1763 год)
  - Брауншвейг-Вольфенбюттель — Карл I, герцог (1735 год—1780 год)
    - Брауншвейг-Вольфенбюттель-Беверн — 
      - Август Вильгельм, герцог (1746 год—1781 год)
      - Фридрих Карл, герцог (1746 год—1809 год)

  - Вальдек-Пирмонт — Карл Август, князь (1728 год—1763 год)
  - Вюртемберг — Карл Евгений, герцог (1737 год—1793 год)
  - Ганноверское курфюршество (Брауншвейг-Люнебург) — Георг Август, курфюрст (1727 год—1760 год)
  - Гессен —
    - Гессен-Гомбург — Фридрих V, ландграф (1751 год—1820 год)
    - Гессен-Дармштадт — Людвиг VIII, ландграф (1739 год—1768 год)
    - Гессен-Кассель — Вильгельм VIII, ландграф (1751 год—1760 год)
    - Гессен-Ротенбург — Константин, ландграф (1749 год—1778 год)
    - Гессен-Филипсталь — Карл I, ландграф (1721 год—1770 год)
      - Гессен-Филипсталь-Бархфельд — Вильгельм, ландграф (1721 год—1761 год)

  - Гогенцоллерн-Гехинген — Иосиф Фридрих Вильгельм, князь (1750 год—1798 год)
  - Гогенцоллерн-Зигмаринген — Иосиф, князь (1715 год—1769 год)
  - Гогенцоллерн-Хайгерлох — Франц Антон Кристоф, граф (1750 год—1767 год)
  - Гольштейн-Готторп — Карл Петер Ульрих, герцог (1739 год—1762 год)
  - Кёльнское курфюршество — Клеменс Август Баварский, курфюрст (1723 год—1761 год)
  - Лихтенштейн — Йозеф Венцель I, князь (1712 год—1718 год, 1748 год—1772 год)
  - Лотарингия — Станислав Лещинский, герцог (1737 год—1766 год)
  - Майнцское курфюршество — Иоганн Фридрих Карл фон Остейн, курфюрст (1743 год—1763 год)
  - Мекленбург —
    - Мекленбург-Стрелиц — Адольф Фридрих IV, герцог (1752 год—1794 год)
    - Мекленбург-Шверин — Фридрих, герцог (1756 год—1785 год)

  - Нассау —
    - Нассау-Вейльбург — Карл Кристиан, князь (1753 год—1788 год)
    - Нассау-Саарбрюккен — Вильгельм Генрих, граф (1735 год—1768 год)
    - Нассау-Узинген — Карл, князь (1718 год—1775 год)
    - Оранж-Нассау[англ.] — Вильгельм V Оранский, князь[англ.] (1751 год—1806 год)

  - Пфальц — Карл IV Теодор, курфюрст (1742 год—1799 год)
    - Пфальц-Биркенфельд-Гельнхаузен[англ.] — Иоганн, пфальцграф[англ.] (1739 год—1780 год)
    - Пфальц-Цвейбрюккен — Кристиан IV, пфальцграф (1735 год—1775 год)

  - Саксония — Фридрих Август II, курфюрст (1733 год—1763 год)
    - Саксен-Веймар — 
      - Эрнст Август II, герцог (1748 год—1758 год)
      - Карл Август, герцог (1758 год—1809 год)

    - Саксен-Гильдбурггаузен — Эрнст Фридрих III, герцог (1745 год—1780 год)
    - Саксен-Гота-Альтенбург — Фридрих III, герцог (1732 год—1772 год)
    - Саксен-Кобург-Заальфельд — Франц Иосия, герцог (1745 год—1764 год)
    - Саксен-Мейнинген — Антон Ульрих, герцог (1706 год—1763 год)
    - Саксен-Эйзенах — 
      - Эрнст Август II, герцог (1748 год—1758 год)
      - Карл Август, герцог (1758 год—1809 год)

  - Трирское курфюршество — Иоганн Филипп фон Вальдердорф, курфюрст (1756 год—1768 год)
  - Чехия — Мария Терезия, королева (1740 год—1741 год, 1743 год—1780 год)
  - Шаумбург-Липпе — Вильгельм, граф (1748 год—1777 год)
  - Шварцбург-Зондерсгаузен — 
    - Генрих XXXV, князь (1740 год—1758 год)
    - Кристиан Гюнтер III, князь (1758 год—1794 год)

  - Шварцбург-Рудольштадт — Иоганн Фридрих, князь (1744 год—1767 год)
- Франция — Людовик XV, король (1715 год—1774 год)
- Швеция — Адольф Фредрик, король (1751 год—1771 год)

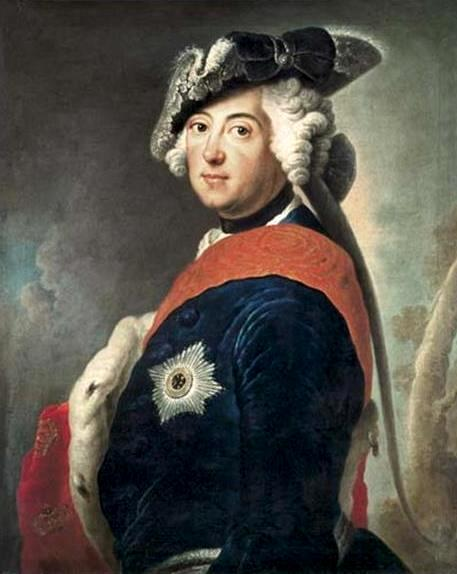
Фридрих II Великий 1740-1786 Король Пруссии и курфюрст Бранденбургский
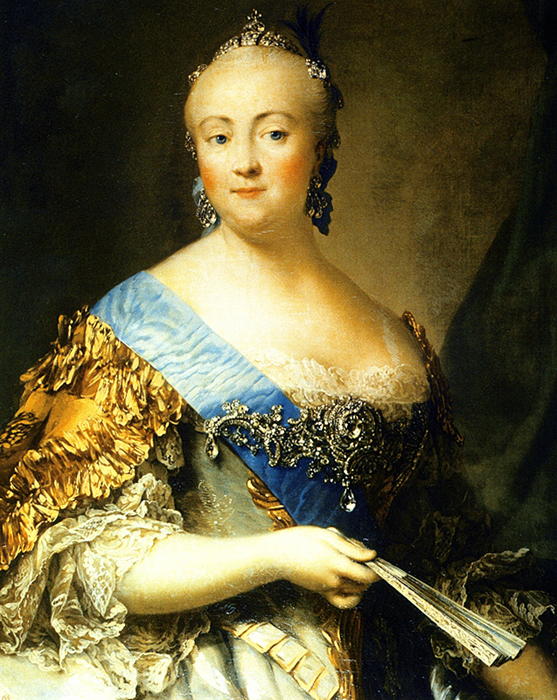
Елизавета 1741-1762 Императрица Всероссийская
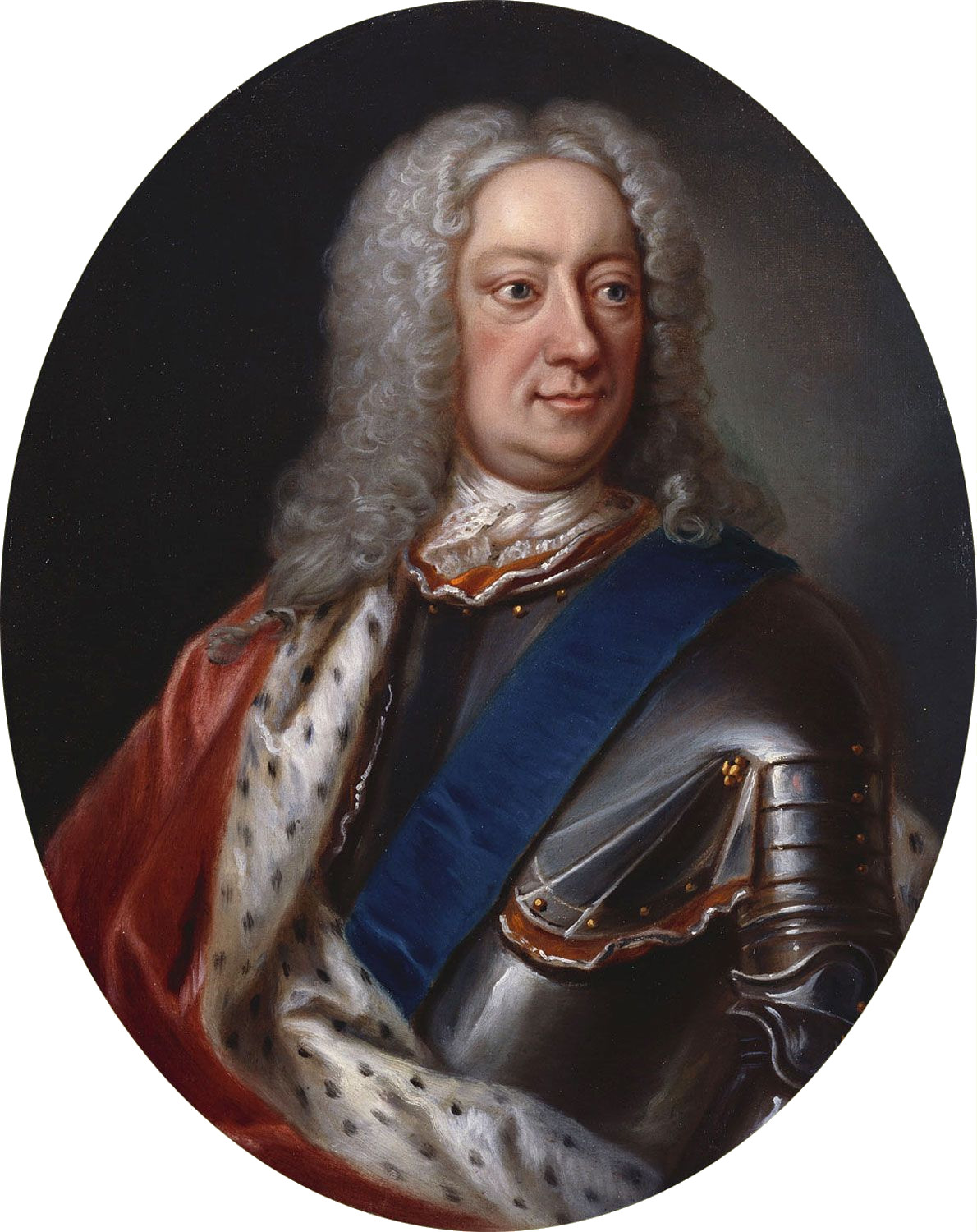
Георг II 1727-1760 Король Великобритании  и курфюрст Ганноверский
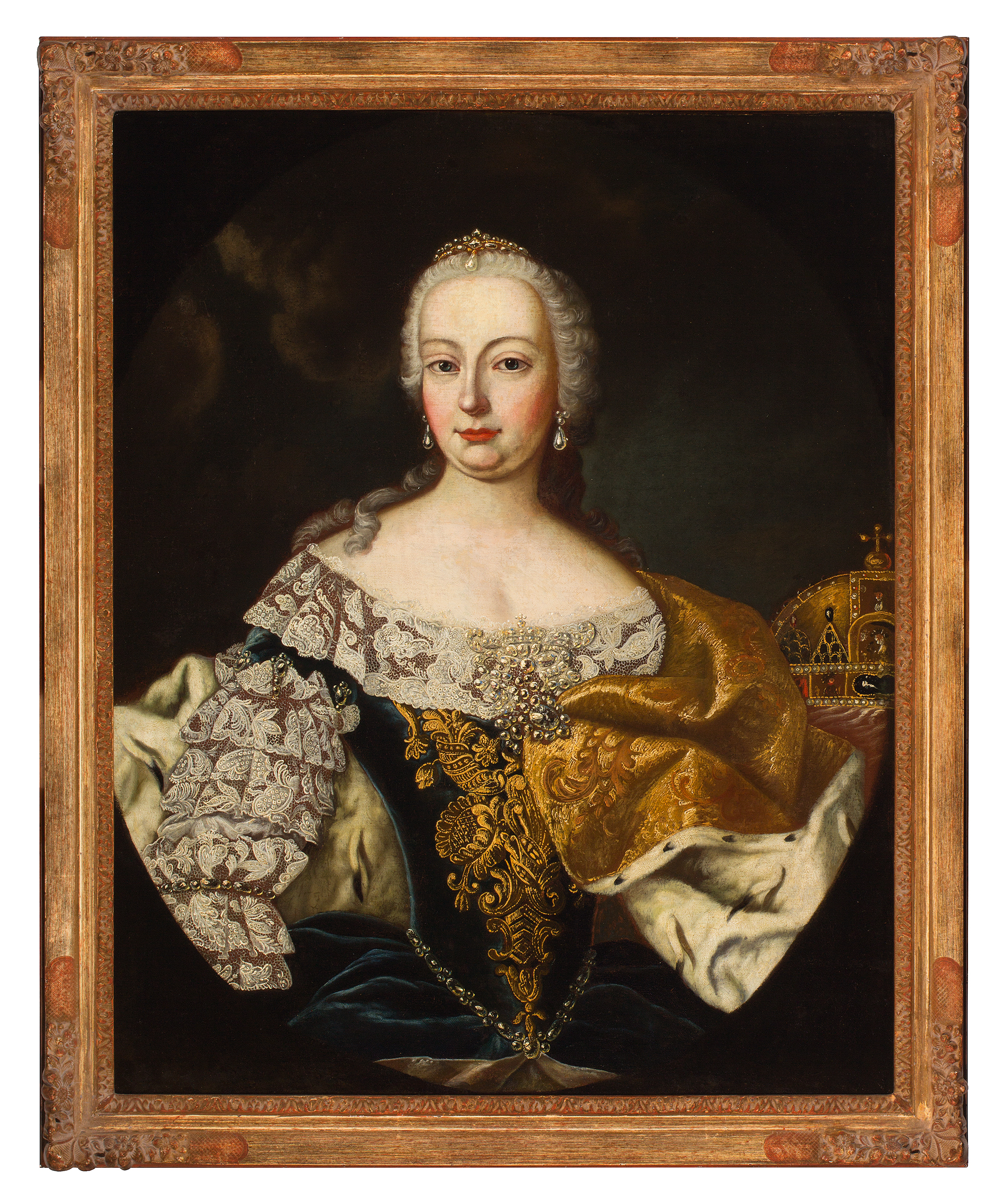
Мария Терезия 1740-1780 Королева Венгрии и Чехии, эрцгерцогиня Австрии
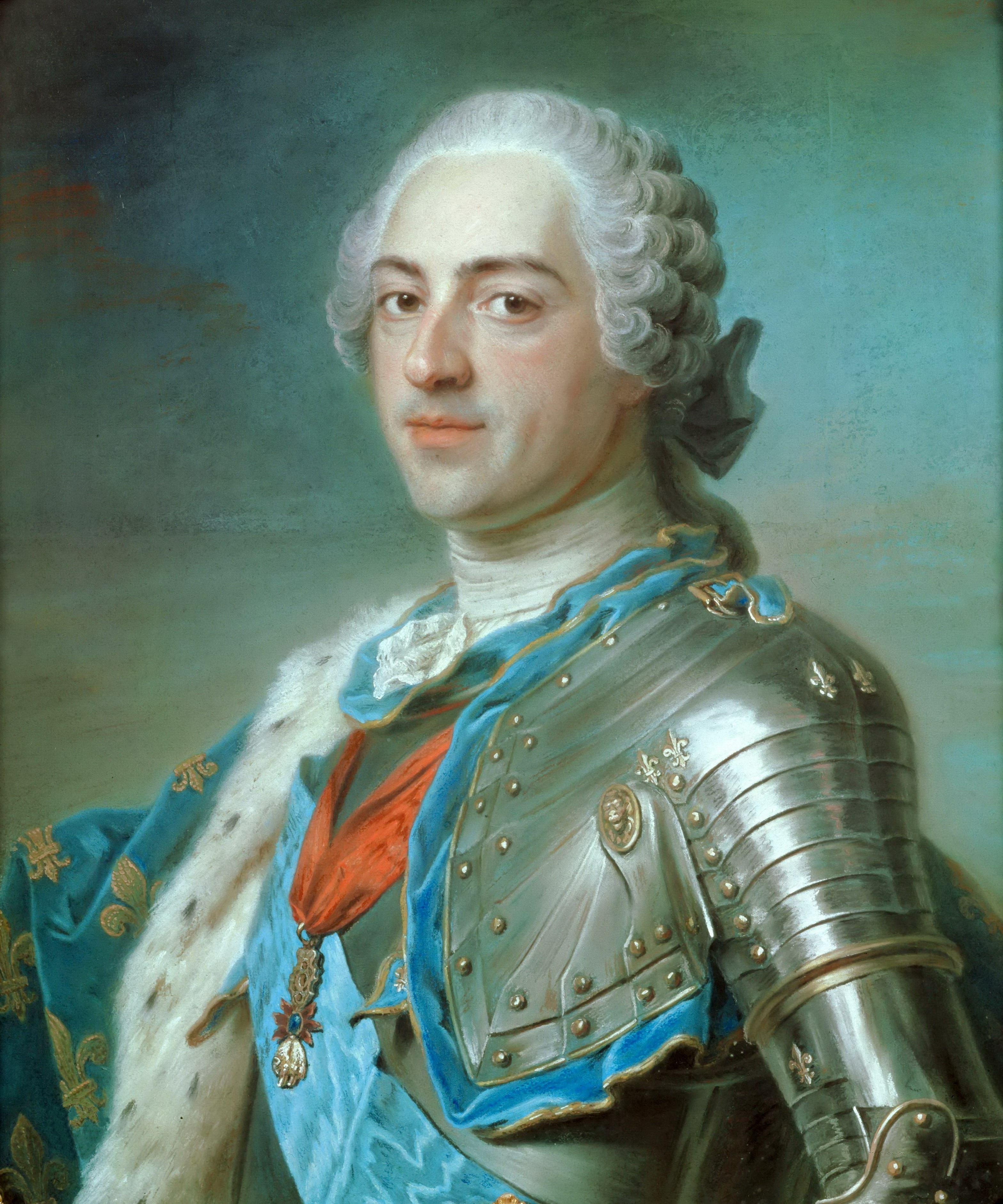
Людовик XV 1715-1774 Король Франции и Наварры
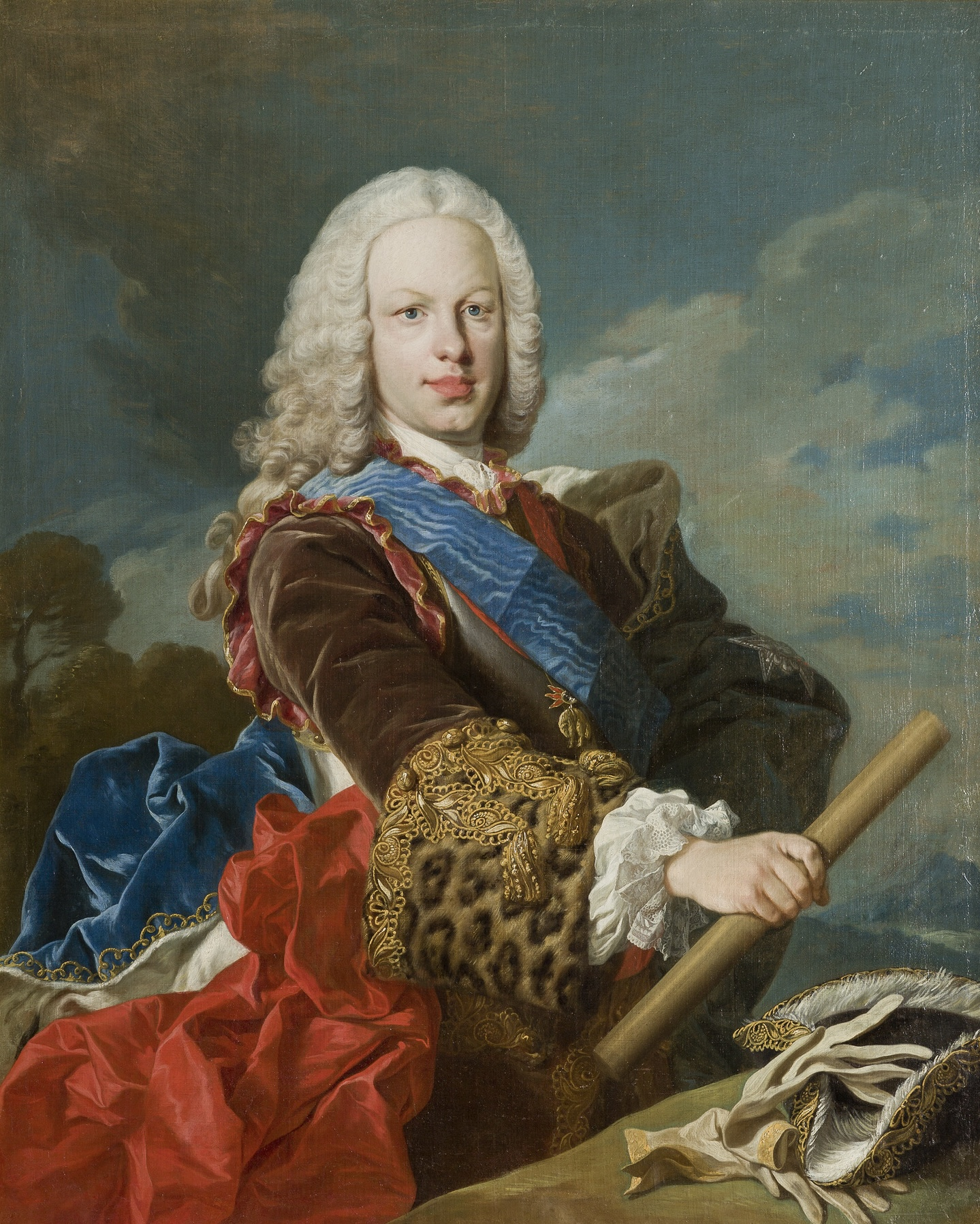
Фердинанд VI 1746-1759 Король Испании
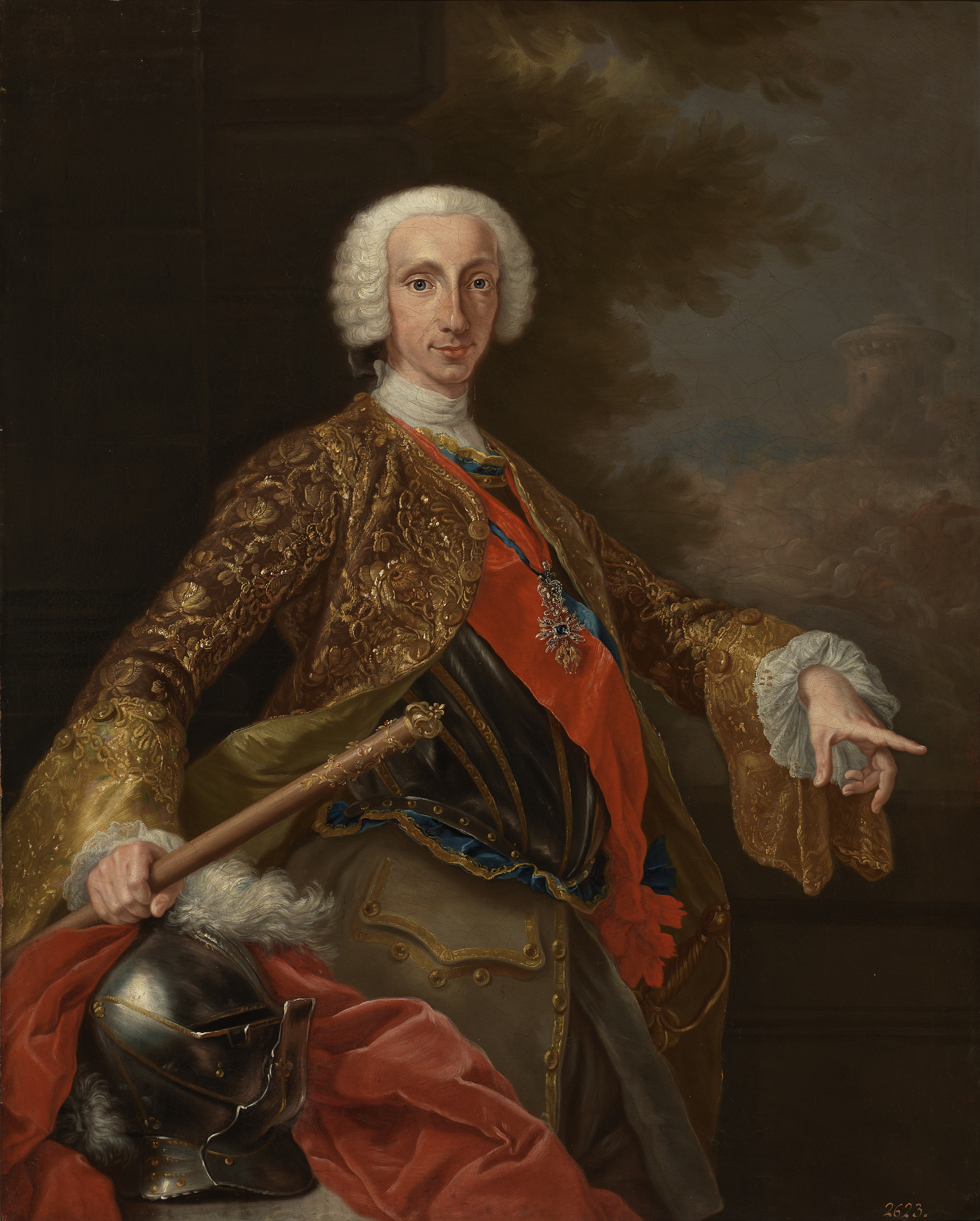
Карл VII (V) Бурбон 1734-1759 Король Неаполя и Сицилии
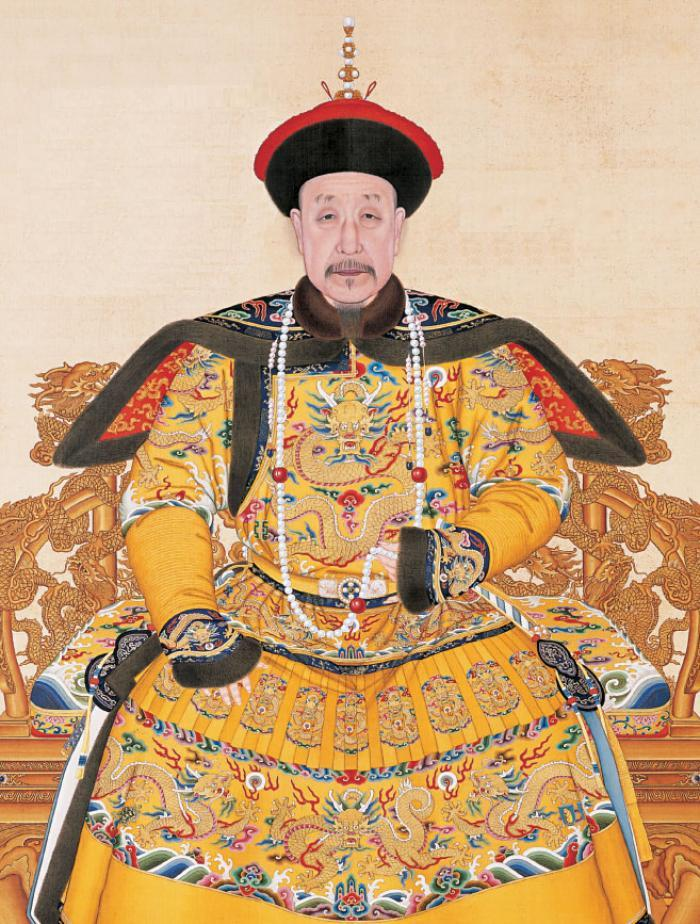
Хунли (Цяньлун) 1735-1796 Император Китая (Цин)
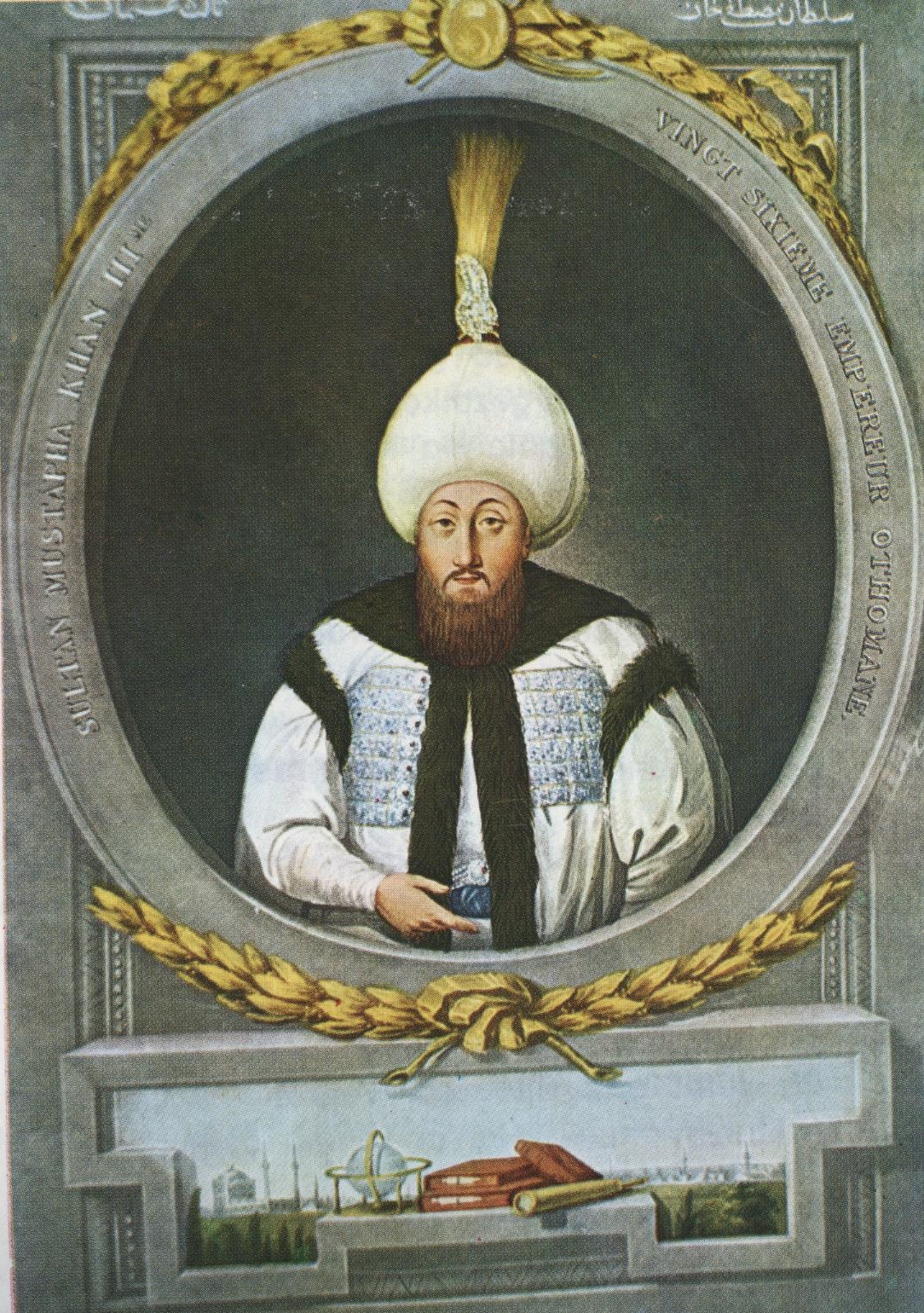
Мустафа III 1757-1774 Османский султан
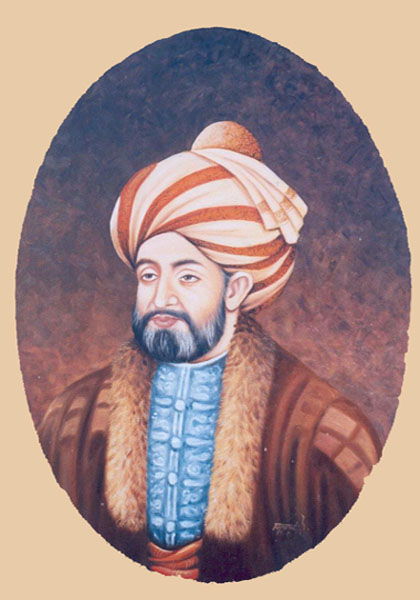
Ахмад-шах Дуррани 1747-1772 Шах Дурранийской империи
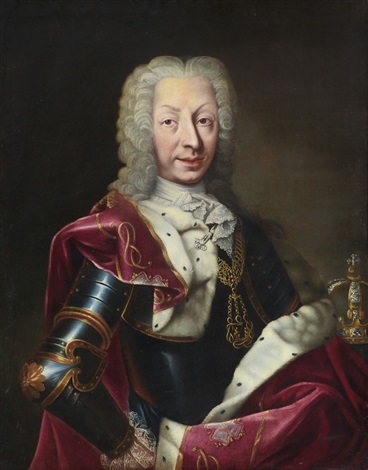
Карл Эммануил III 1730-1773 Король Сардинии
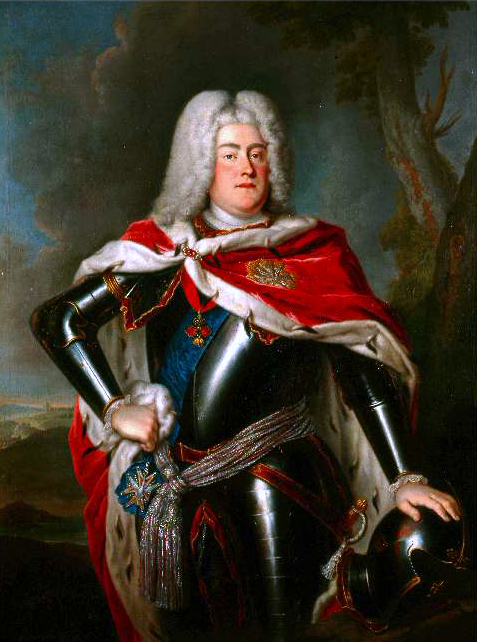
Август III 1734-1763 Король Польши, великий князь Литовский, курфюрст Саксонии
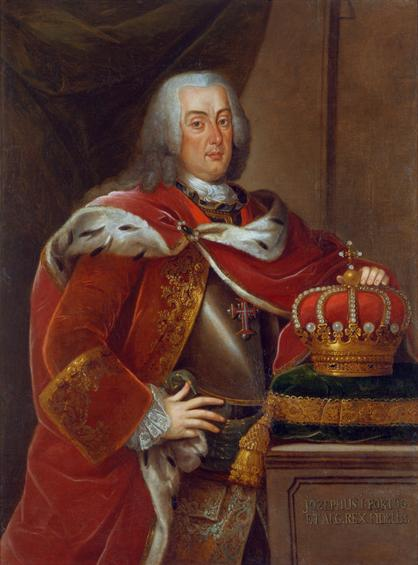
Жозе I Реформатор 1750-1777 Король Португалии
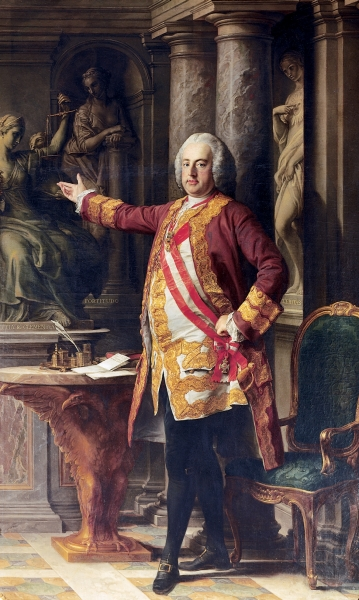
Франц I Стефан 1745-1765 Император Священной Римской империи, великий герцог Тосканский
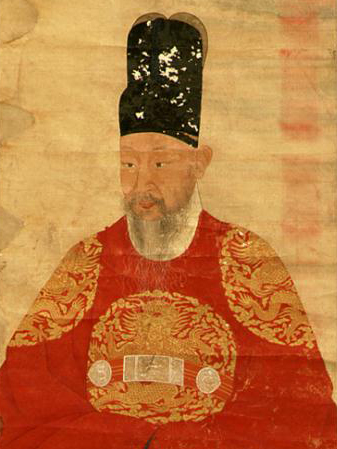
Ёнджо 1724-1776 Ван Чосона
Фредерик V 1746-1766 Король Дании и Норвегии
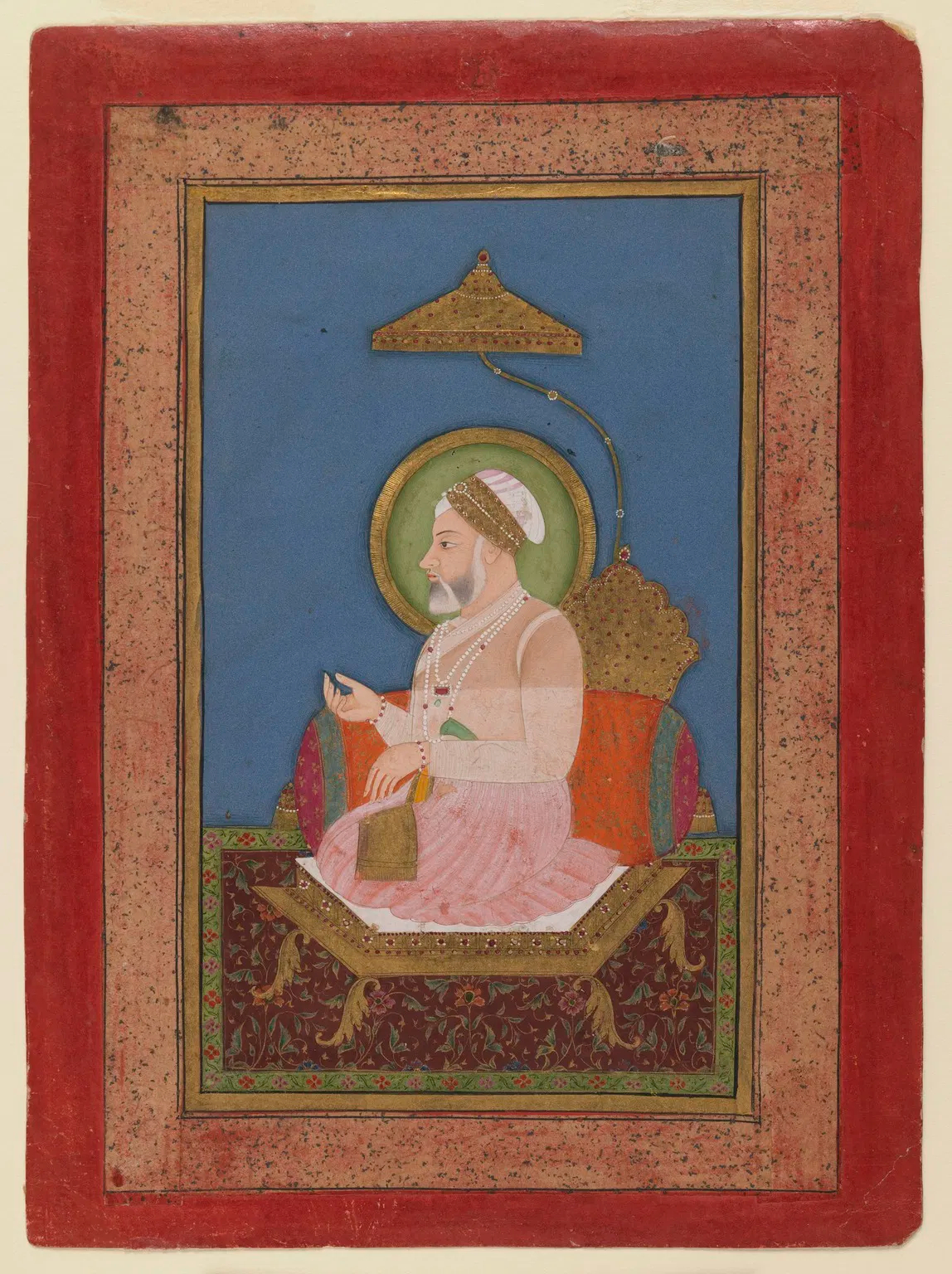
Аламгир II 1754-1759 Падишах империи Великих Моголов
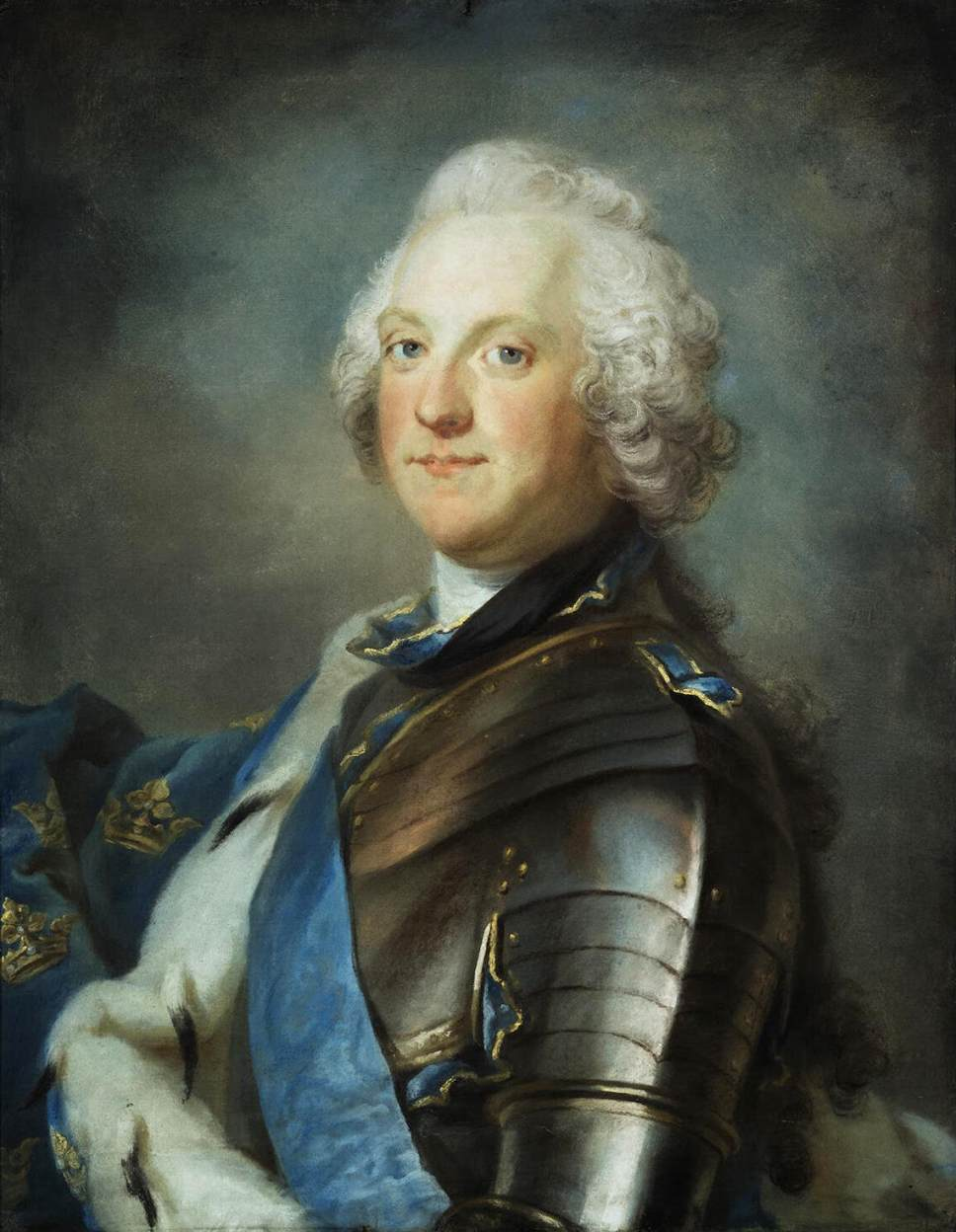
Адольф Фредерик 1751-1771 Король Швеции
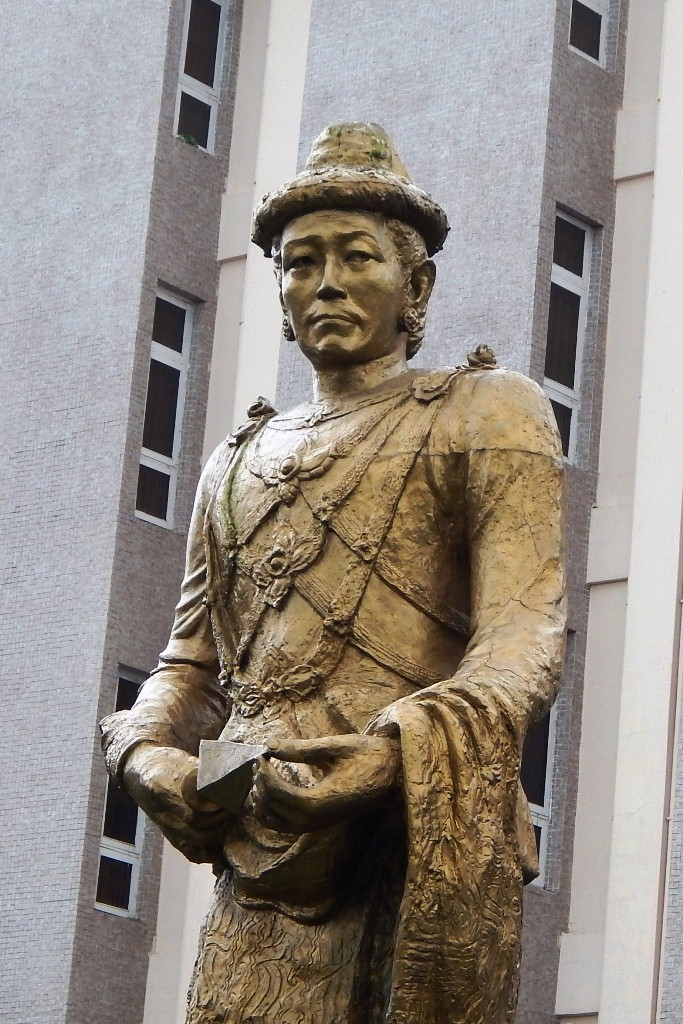
Алаунпхая 1752-1760 Царь Бирмы (Конбаун)
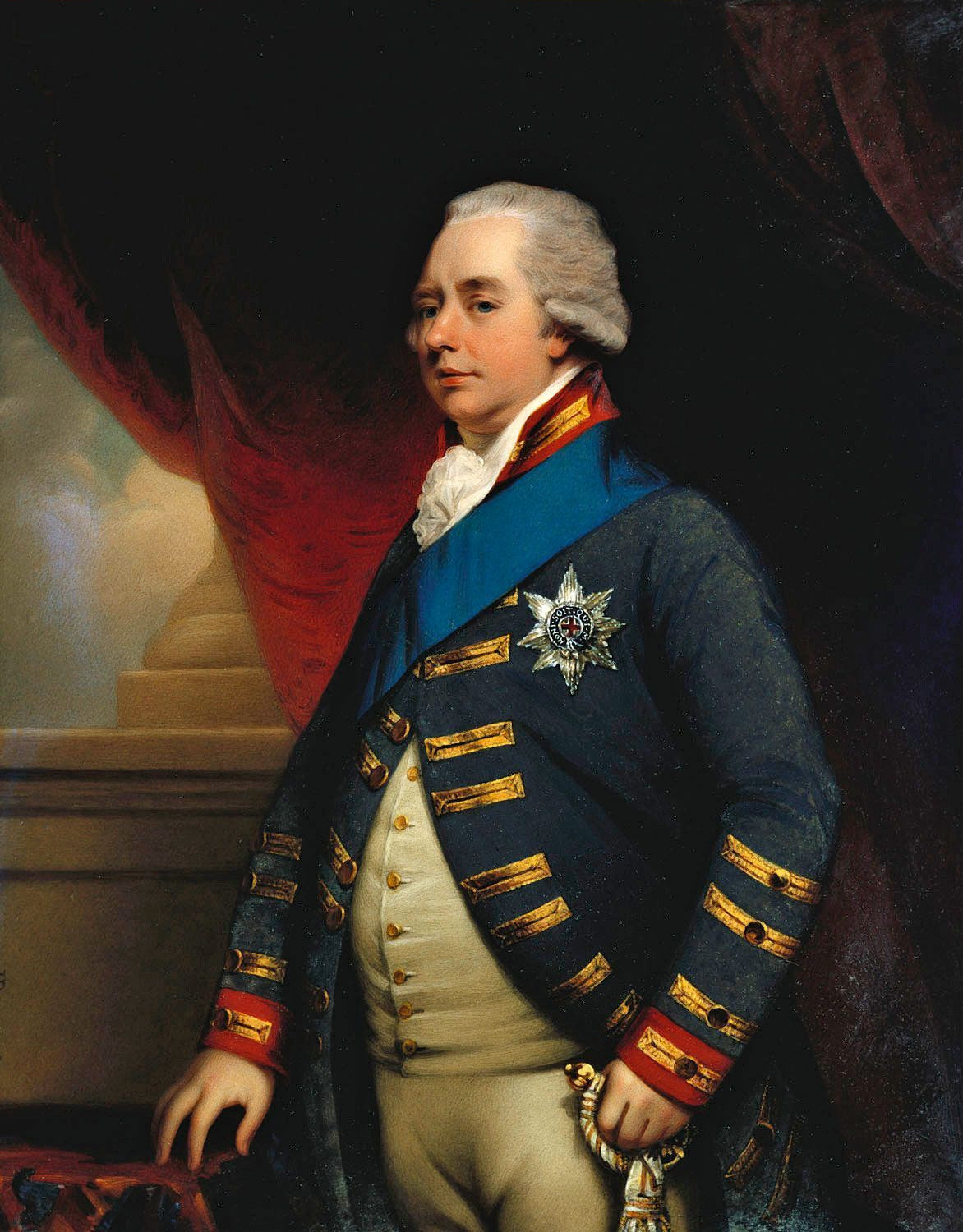
Вильгельм V Оранский 1751-1795 Штатгальтер Нидерландов
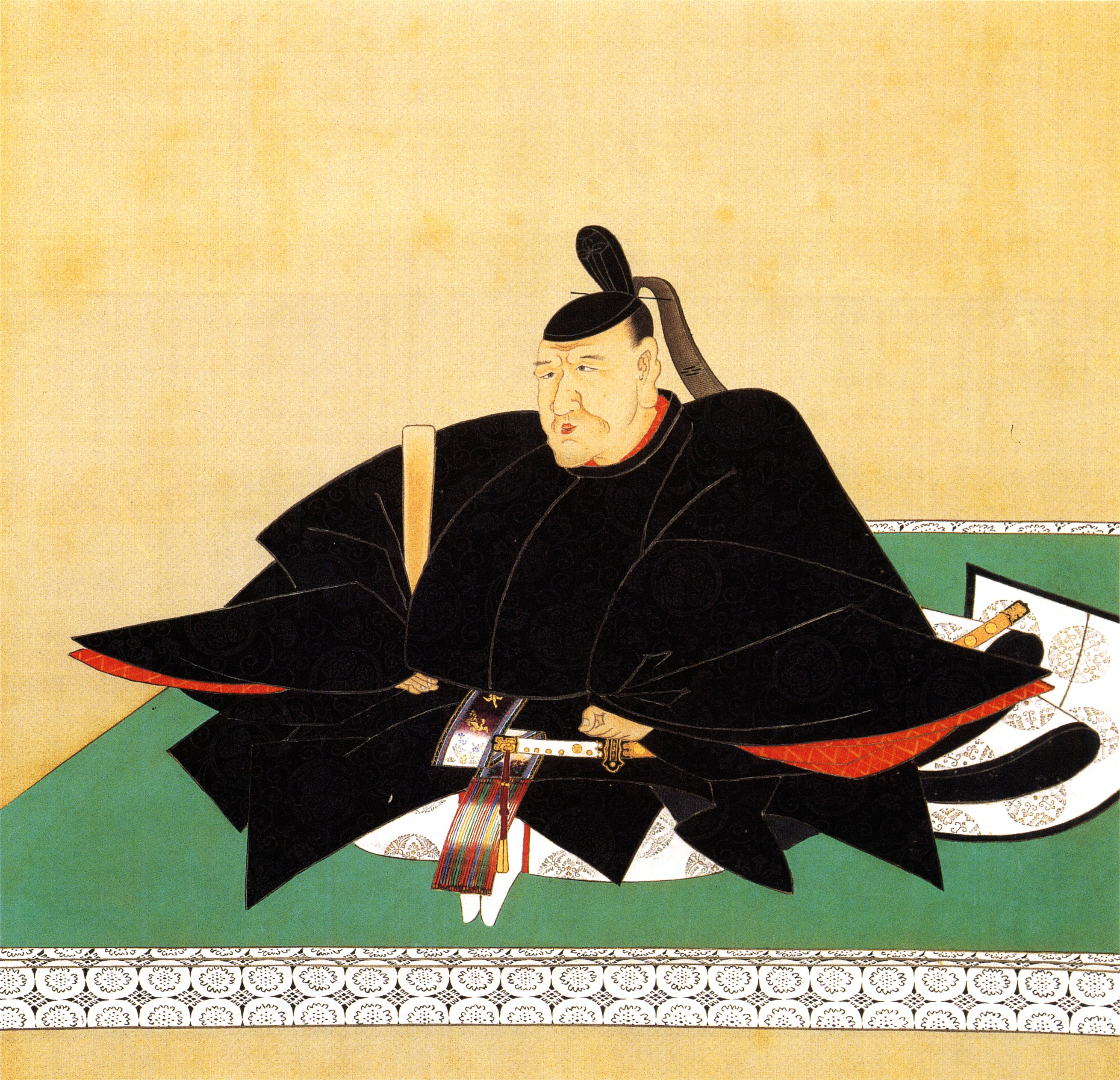
Токугава Иэсигэ 1745-1760 Сёгун Японии
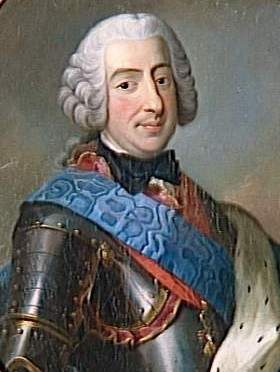
Франческо III д’Эсте 1737-1780 Герцог Модены и Реджо
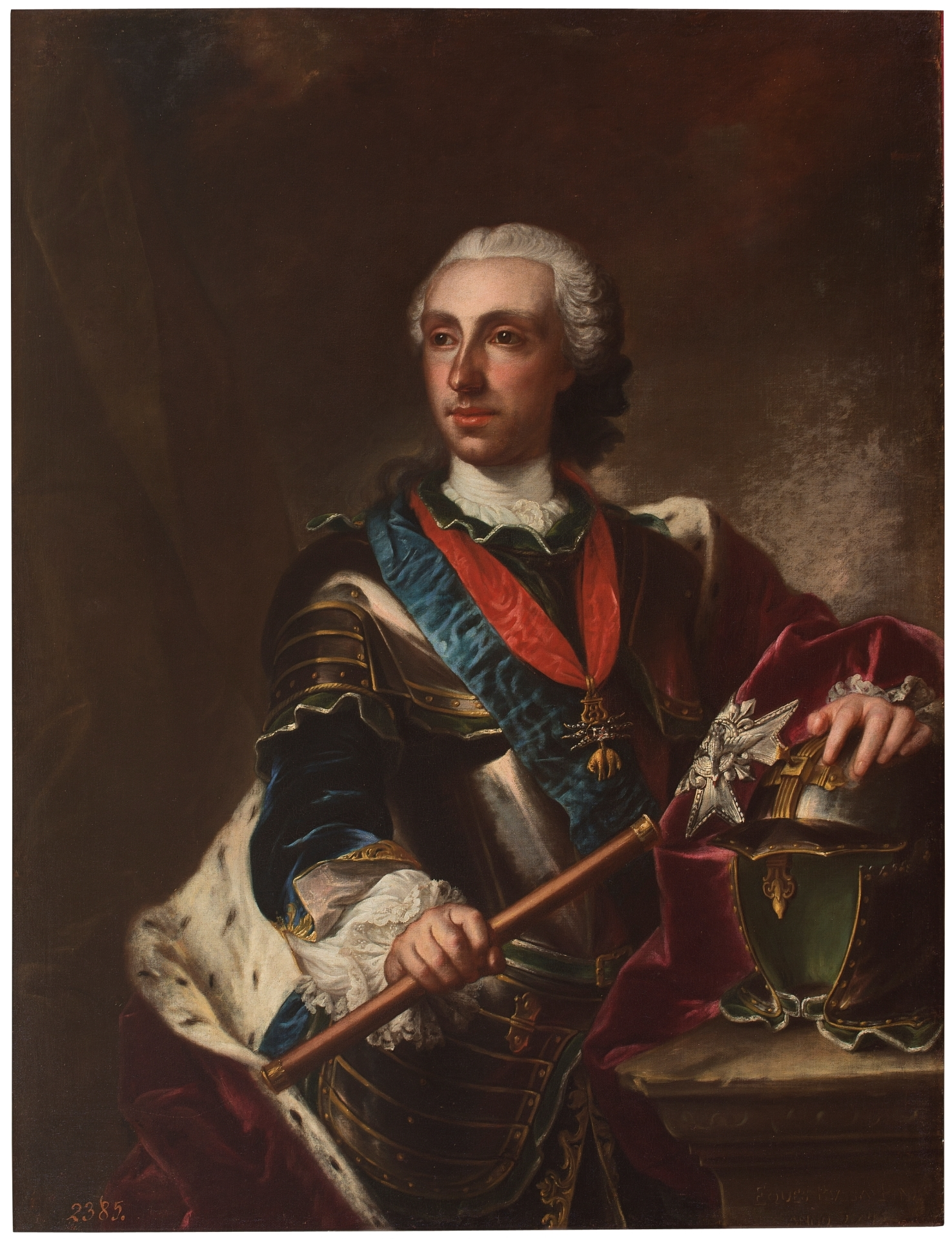
Филипп I 1748-1765 Герцог Пармский
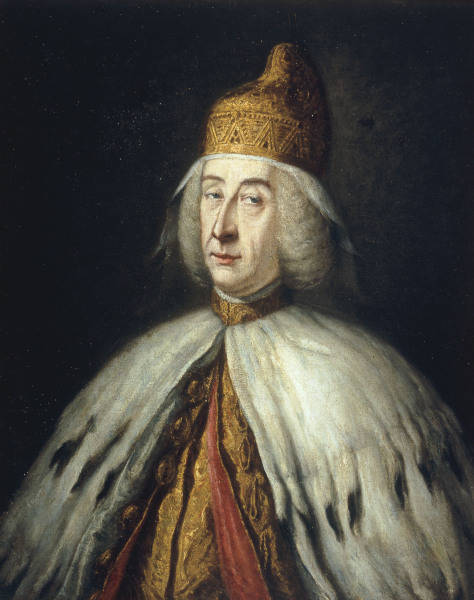
Франческо Лоредан 1752-1762 Дож Венеции
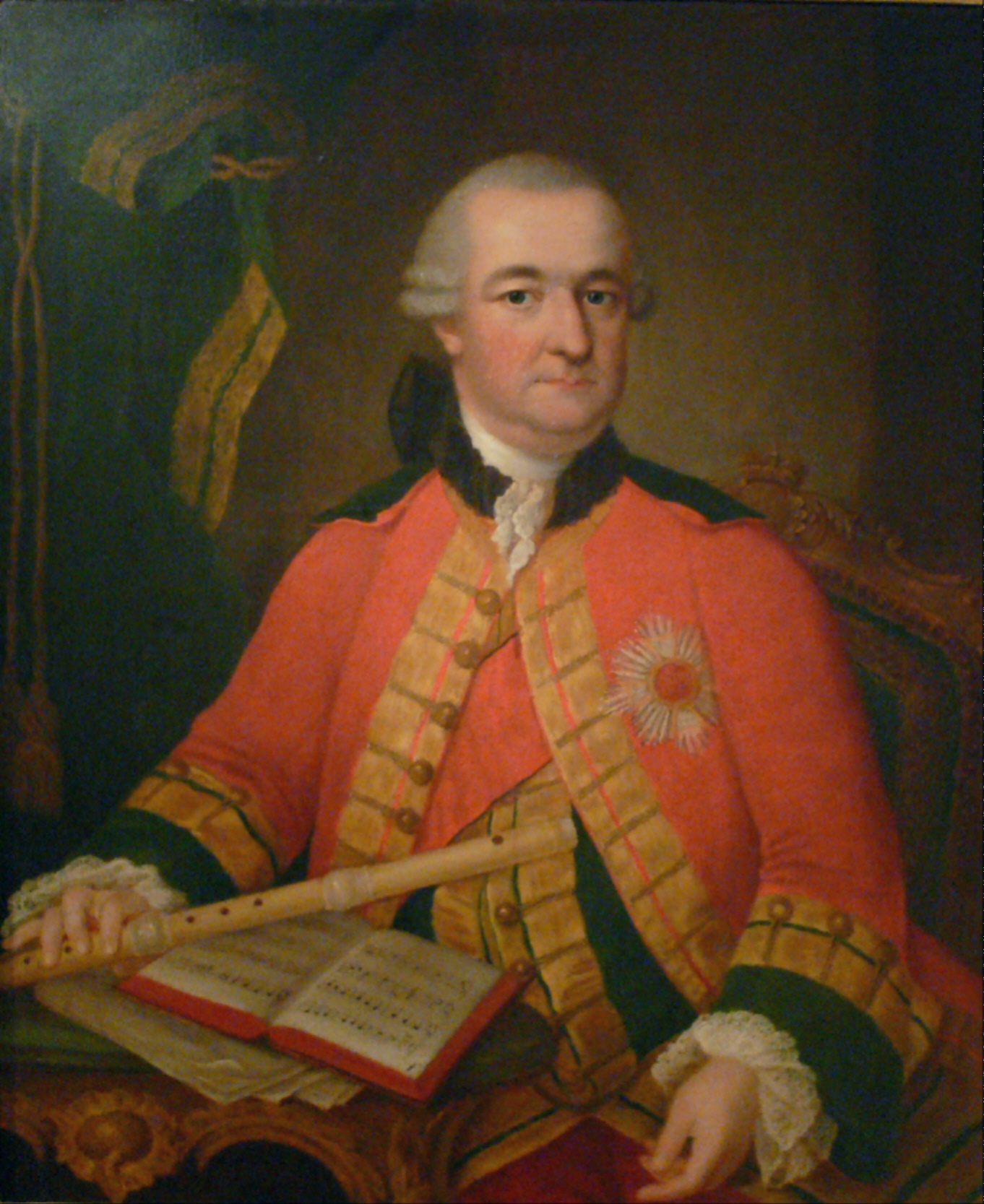
Карл IV Теодор 1742-1799 Курфюрст Пфальца
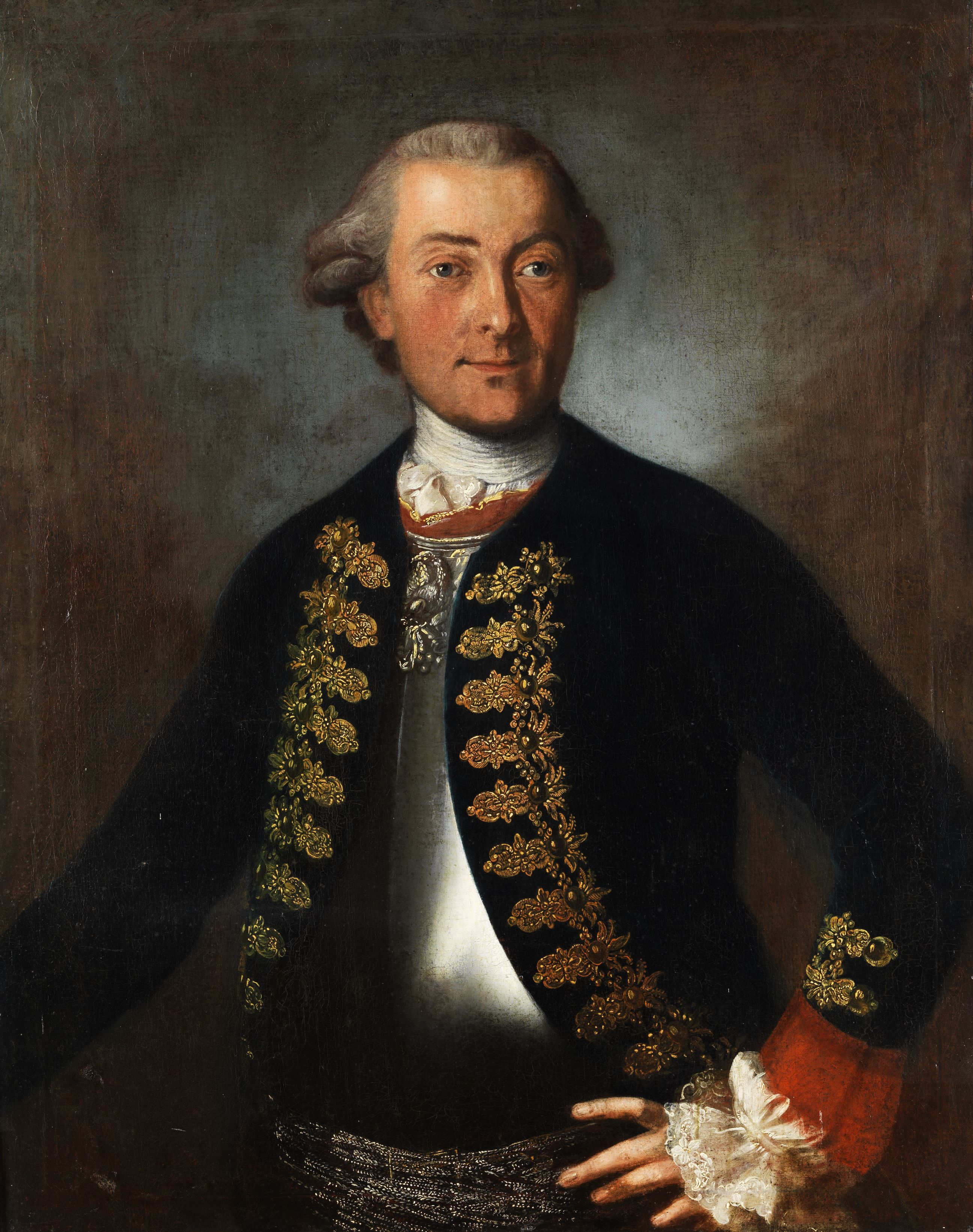
Максимилиан III 1745-1777 Курфюрст Баварии
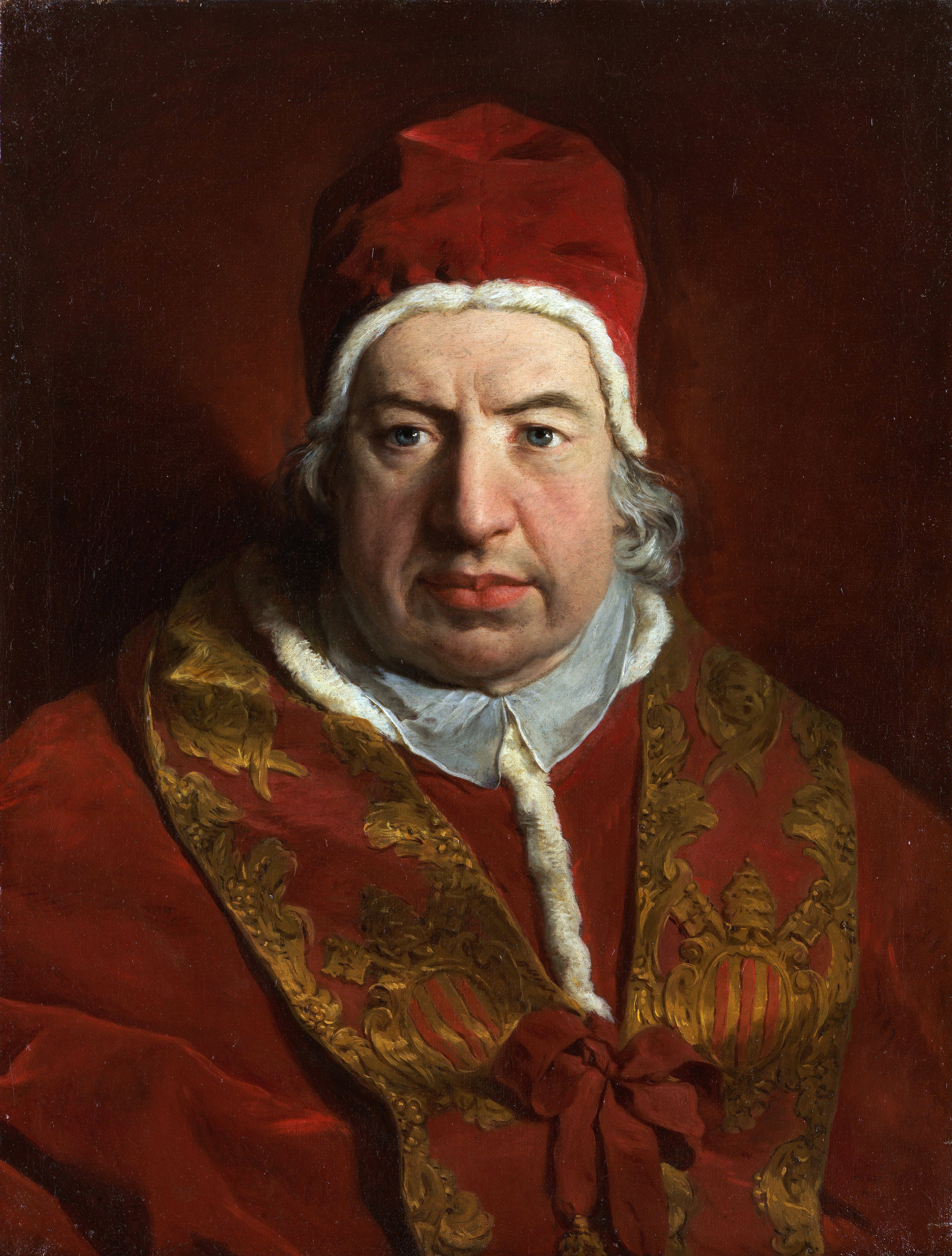
Бенедикт XIV 1740-1758 Папа Римский